# Кръстьо Пинзов
Кръстьо (Кръстю, Кръсто, Ставро, Ставри) Димитров Пинзов, наречен Пинзата, е български революционер, деец на Вътрешната македоно-одринска революционна организация и на Вътрешната македонска революционна организация.

## Биография
Пинзов е роден в 1866 година в костурското село Косинец, тогава в Османската империя, днес в Гърция. Активен член е на ВМОРО и до януари 1903 година е куриер. По аферата в Смърдеш е арестуван, бит в Костур и затворен в Битолския затвор. След 6 месеца е освободен с подкуп.
Участва в сражението за освобождаване на четата на Борис Сарафов при Смърдеш през март 1903 година. Участва в Илинденско-Преображенското въстание през лятото на 1903 година със Смърдешката чета на Георги Кенков и отряда на Васил Чекаларов. Участва в нападението на Жервени и във всички други акции в Костурско. При потушаването на въстанието и опожаряването на Косинец се опитва заедно с Кането Ниновски и Лазар Кенков да възспира грабежите на башибозука от околните села. Преселва се в Свободна България, където е определен за пунктов началник на ВМРО във Варна след Григор Михайлов. Собственик е на бюфет в Морската градина и сладкарница „Македония“. Произнася тържествена реч при погребението на терориста от ВМРО Мане Накашев, убит на 21 февруари 1933 година от протогеровисти. Дъщеря му Христина Пинзова се жени за Атанас Пашков. Член е на Илинденската организация.
На 5 март 1943 година, като жител на Варна, подава молба за българска народна пенсия, която е одобрена и пенсията е отпусната от Министерския съвет на Царство България.
След Деветосептемврийския преврат от 1944 година изпада в немилост пред новата власт, арестуван е и е отведен в София с други дейци на македонското освободително движение. Убит е заедно със зет си на Великден 1952 година.